# 알자지라 (지명)
알자지라(아랍어: الجزيرة)는 라시둔, 우마이야, 아바스 시대의 주로써, 메소포타미아 북부 대부분을 가리키는 역사적인 지명이기도 하다. 대개는 디야르 바크르, 디야르 라비아, 디야르 무다르의 세 하위 주들로 구분되었으며 때로는 모술, 아르미니야, 아드하르바이잔을 포함하기도 했다.
639~640년 무렵 아랍 무슬림들에 의해 정복된 후, 이 지역은 준드 힘스라는 더 넓은 행정 지역에 부속된 세부 구역이 되었다. 우마이야 칼리파 무아위야 1세 및 야지드 1세 시기에 광범위한 준드 힘스를 세분화하려는 시도가 있었고, 결국 알자지라 일대는 따로 분리되어 준드 친나스린 관할로 편입되었다. 692년 아브드 알 말리크가 이곳을 자신의 소유로 삼았으나, 그가 사망한 뒤인 702년 이후부터는 칼리파국의 북쪽 변경지대를 따라 아르미니야와 아드하르바이잔의 주요 지역에 걸쳐져 있는 중요 행정구역으로 변모했다.
이슬람 제국의 팽창과 함께 아랍인들이 여러 지역으로 이주해오기 시작했는데, 알자지라 일대도 예외는 아니었다. 특히 카이족/무다르족과 라비아족 출신의 아랍인들이 이곳에 대거 거주했다. 우마이야 다마스쿠스 중앙 정부는 이들로 하여금 제국의 군대 대부분을 구성했기 때문에, 750년 아바스 혁명으로 우마이야 칼리파국이 무너지고 아바스 칼리파국이 들어설 때까지 알자지라는 군사적-정치적인 부분에서 핵심 지역이었다.